# 宿舒
宿 舒（しゅく じょ、生没年不詳）は、中国三国時代の武将。

## 略歴
宿舒は公孫淵配下の校尉であった。
公孫氏は代々魏に臣従していたが、公孫淵は魏国への報告義務や貢物を1年中止し、呉と誼を通じるようになった。
孫権は、嘉禾元年（232年）3月に将軍・周賀と校尉・裴潜ら百艘ほどの部隊を、海路で遼東に派遣した。公孫淵は呉の藩国になりたいと申し出ると配下の校尉・宿舒、郞中令・孫綜を同行させ（その途上、9月に青州で田豫により周賀が斬られたが）、10月には呉に到着し貂の皮や馬を孫権に献上した。この際、孫権は宿舒らに公孫淵の子息のことなどを訪ねると官位を授与した。
臣従に大喜びした孫権は、公孫淵を幽青二州十七郡七十県の領土もって燕王に封じた。また重臣の反対を押し切って、翌年3月に宿舒ら使者に、太常・張弥、執金吾・許晏、将軍・賀達ほか一万人を付け、金宝珍貨に九錫を持たせて海路で向かわせた。襄平に帰還した宿舒らは公孫淵に、呉の勢力の程度や今回随行した兵士の実数は7～8千人ほどだと報告した。その結果、公孫淵は呉が当てにならないと判断し、また彼らの財宝などを得るために張弥や許晏らを襲撃して首を魏に送った。
その後に宿舒の記述は無いが、238年の司馬懿による遼東征伐で公孫淵軍はたびたび破れ、また戦後処理で大臣や武将二千人ほどが処刑されている。